# زورخانه تختی
زورخانه تختی مربوط به دوره قاجار است و در یزد، خیابان قیام، کوچه امامزاده، کوچه علی محمد شریعت بالا واقع شده و این اثر در تاریخ ۱۸ اسفند ۱۳۸۷ با شمارهٔ ثبت ۲۵۳۶۶ به‌عنوان یکی از آثار ملی ایران به ثبت رسیده است.